# Épigée rampante
Pour les articles homonymes, voir Épigée (homonymie).
Epigaea repens
Espèce
Epigaea repens, aussi connue sous le nom d'épigée rampante ou de fleur de mai, est une espèce de plantes à fleurs de la famille des Ericaceae.
Elle se trouve sur la côte est de Terre-Neuve à la Floride, et à l'ouest au Kentucky et dans les Territoires du Nord-Ouest.
Epigaea repens est le symbole floral de la Nouvelle-Écosse et du Massachusetts.

## Description
La plante est un arbuste à croissance lente, prostré à tentaculaire qui préfère les habitats humides et ombragés et les sols acides (riches en humus). Il fait souvent partie du complexe de bruyère dans une forêt de chênes-marais. 
Ses tiges sont ligneuses et les rameaux feuillés sont couverts de poils de couleur rouille. Les feuilles sont alternes, ovales (de forme ovale à base arrondie), persistantes, glabres dessus et plus ou moins poilues dessous, et portées sur de courts pétioles à poils rouille.
Les fleurs sont pentamères, rose pâle à presque blanches et très parfumées, d'environ 0,5 pouces (1,3 cm) de diamètre lorsqu'elles sont déployées, et portées en grappes aux extrémités des branches. Le calice se compose de cinq sépales secs qui se chevauchent . La corolle est en forme de plateau, avec un mince tube poilu s'étendant en cinq lobes égaux. Il y a 5 étamines. Le gynécée se compose d'un pistil avec un style colonnaire et un stigmate à cinq lobes .
Le nom de genre Epigaea, qui signifie "sur la terre", fait référence à l' habitude de croissance tentaculaire de cette espèce.

## Symbolique
Epigaea repens est l'emblème floral de la Nouvelle-Écosse et du Massachusetts . En déterrer un dans le Massachusetts est passible d'une amende de 50 $. 

## Utilisation chez les Amérindiens
Les Cherokees utilisent une décoction de la plante pour faire vomir pour traiter les douleurs abdominales, et ils donnent une infusion de la plante aux enfants contre la diarrhée.  Une infusion est également utilisée pour les reins et pour les « maladies thoraciques ». Ils prennent également une infusion composée pour l'indigestion[réf. nécessaire]. 
Les Iroquois utilisent un composé pour les douleurs de l'accouchement lors de la parturition, utilisent une décoction composée pour les rhumatismes, prennent une décoction de feuilles pour l'indigestion, et ils prennent également une décoction de la plante entière ou des racines, tiges et feuilles prises pour les reins[réf. nécessaire]. 
Les Potawatomi de la forêt considèrent cela comme leur fleur tribale et la considèrent comme provenant directement de leur divinité[réf. nécessaire].